# Furcifer bifidus
Furcifer bifidus là một loài thằn lằn trong họ Chamaeleonidae. Loài này được Brongniart mô tả khoa học đầu tiên năm 1800.